# Holger M. Lundquist

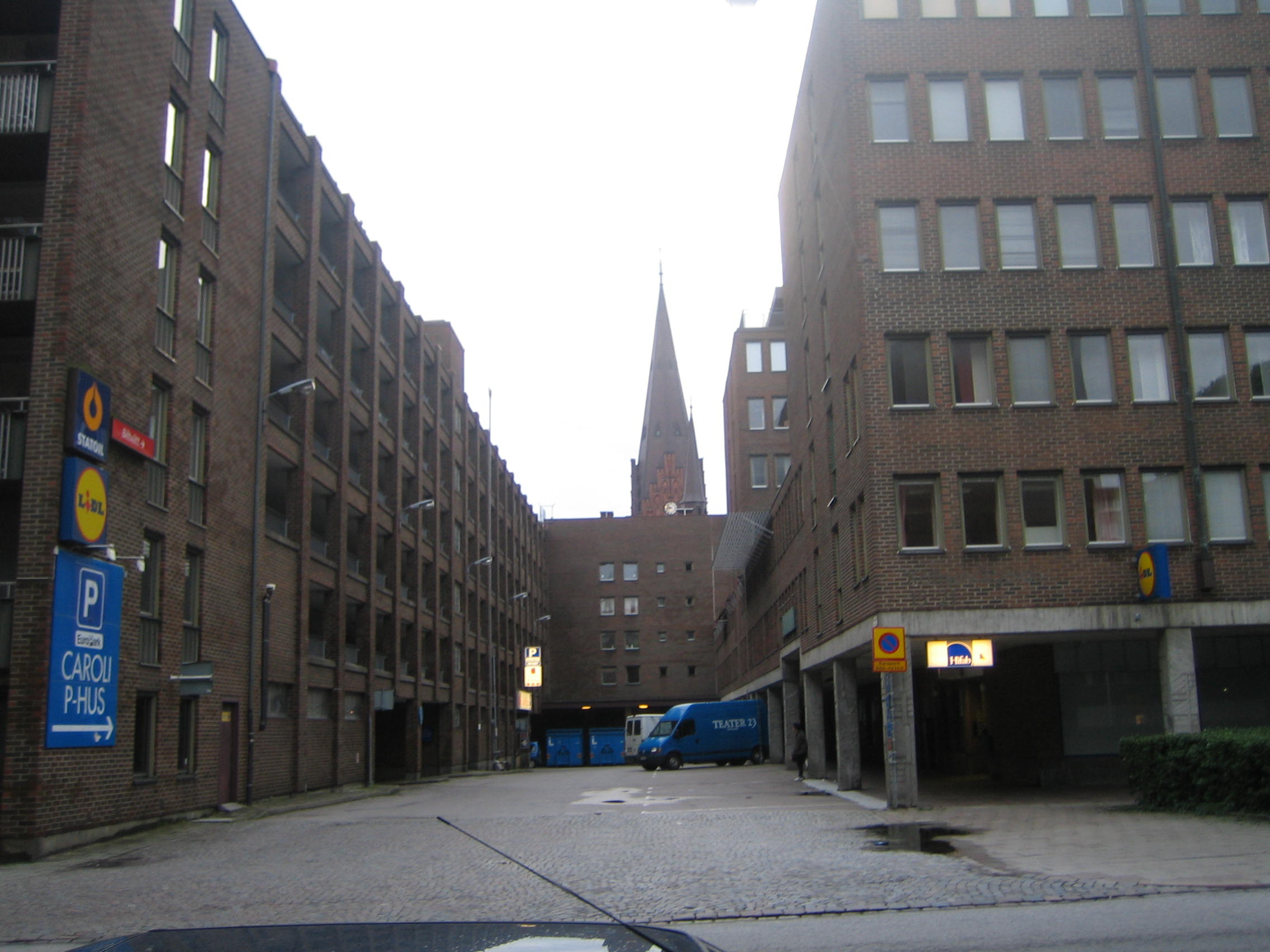
Kvarteret Erik Menved.

Holger Martin Lundquist, född 2 oktober 1932 i Malmö S:t Petri församling, död 9 april 2024 i Falsterbo distrikt, var en svensk arkitekt.
Lundquist utexaminerades från Chalmers tekniska högskola 1959. Efter anställningar hos Sven Brolid i Göteborg och Thorsten Roos i Malmö var han delägare i Thorsten Roos Arkitektkontor AB och senare, efter Roos frånfälle, tillsammans med Kurt Hultin, i Hultin & Lundquist Arkitekter AB. Han bedrev egen arkitektverksamhet i Malmö och senare Falsterbo, bland annat med företagsnamnet HML Arkitektkontor. Han var verksam som biträdande lärare i formlära och senare i frihandsteckning och modellering, vid Lunds tekniska högskola. Han har bland annat ritat kvarteret Erik Menved vid Caroli City i Malmö (1969–1973), kontorshuset Tre Skåne på Rosengård i Malmö (1974), bostadsfastigheten Humle 24 vid Humlegatan och Norregatan i Malmö och fastigheten Gamen 15 på Storgatan 5 (1981) i samma stad.